# Джапаридзе, Шота Власович
Шота Власович Джапаридзе (груз. შოთა ჯაფარიძე; род. 20 октября 1946, Они, Онский район, Грузинская ССР) — советский и грузинский отоларинголог, доктор медицинских наук, профессор, академик Академии наук Грузии (2013; член-корреспондент с 2001). Лауреат Государственной премии Грузии (2012).

## Биография
С 1963 по 1969 год обучался на медицинском факультете Тбилисского государственного медицинского института. С 1975 по 1979 год обучался в аспирантуре Тбилисского и Московского институтов ЛОР-болезней.
С 1970 по 1987 год на клинической работе в Болнисской районной больнице в качестве врача-отоларинголога. С 1987 по 1993 год на научной работе в Клинической больницы имени Аверси Марнеули в должности заведующего ЛОР-отделением. 
С 1993 года на педагогической работе в Тбилисском государственном медицинском университете в качестве профессора по кафедре ЛОР-болезней. Одновременно с 1993 по 2003 год — главный отоларинголог Министерство здравоохранения Грузии, с 2000 года — эксперт в области оториноларингологии этого министерства. С 2010 года — директор  Национального центра болезней уха, горла и носа.

### Научно-педагогическая деятельность и вклад в науку
Основная научно-педагогическая деятельность Ш. Джапаридзе была связана с вопросами в области отоларингологии. Он являлся создателем метода механообработки органа слуха при реконструктивной хирургии уха при некоторых патологиях, так же под его руководством развивались операции отосклероза при менее инвазивном методе стапедэктомии, реконструктивная хирургия среднего уха по современным методам и эндоскопическая хирургия носа и его придаточных пазух.
В 1999 году им впервые на Кавказе была внедрена в практику операция кохлеарной имплантации.
В 1973 году защитил кандидатскую диссертацию, в 1993 году защитил докторскую диссертацию на соискание учёной степени доктор медицинских наук. В 1993 году ему присвоено учёное звание профессор. В 2001 году был избран член-корреспондентом, а в 2013 году — действительным членом НАН Грузии. Ш. Джапаридзе было написано более ста научных работ, в том числе монографии, на различных языках мира и четыре свидетельств на изобретения.

## Награды
- Государственная премия Грузии (2012)